# Le Monde de Milo
Le Monde de Milo est une série de bande dessinée jeunesse créée par Richard Marazano et Christophe Ferreira aux éditions Dargaud. Chaque histoire se déroule en deux tomes ; un fil rouge parcourt cependant la série.

## Résumé
Milo vit seul au bord d'un lac. La découverte d'un étrange poisson d'or va bouleverser son existence et lui révéler le secret de ses origines. Cela va l'amener à voyager entre différents univers. 

## Prix et nominations
- 2013 : Le monde de Milo T.1 reçoit le « Grand prix des lecteurs du journal de Mickey »[1].
- 2013 : Le monde de Milo T.1 est nommé pour le « Prix du conseil Général » au 30e Festival BD BOUM de Blois.
- 2013 : Le Monde de Milo T.1 est nommé pour le prix « Coup de cœur » de la ville d’Asnières-sur-Seine.
- 2013 : Le Monde de Milo T.1 est nommé pour le prix bande dessinée des collégiens de la Somme et Seine-Maritime.
- 2013 : Le Monde de Milo T.1 est nommé pour la jeunesse au 15e festival de  Montreuil-Bellay.
- 2014 : Le Monde de Milo est nommé pour le prix jeunesse du 41e festival d'Angoulême.
- 2014 : Le Monde de Milo est nommé pour le prix Festibulles.
- 2014 : Le Monde de Milo est nommé pour le prix Bull'Gomme 53.